# Harker Heights
Harker Heights és una ciutat al Comtat de Bell a l'estat de Texas. Segons el cens del 2009 tenia 20.000 habitants.

## Demografia
Segons el cens del 2000, Harker Heights tenia 17.308 habitants, 6.200 habitatges, i 4.712 famílies. La densitat de població era de 523,7 habitants per km².
Dels 6.200 habitatges en un 42,8% hi vivien nens de menys de 18 anys, en un 61,4% hi vivien parelles casades, en un 11,2% dones solteres, i en un 24% no eren unitats familiars. En el 18% dels habitatges hi vivien persones soles el 3,5% de les quals corresponia a persones de 65 anys o més que vivien soles. El nombre mitjà de persones vivint en cada habitatge era de 2,77 i el nombre mitjà de persones que vivien en cada família era de 3,13.
Per edats la població es repartia de la següent manera: un 30,4% tenia menys de 18 anys, un 10,5% entre 18 i 24, un 34,8% entre 25 i 44, un 18% de 45 a 60 i un 6,2% 65 anys o més.
L'edat mediana era de 30 anys. Per cada 100 dones de 18 o més anys hi havia 99 homes.
La renda mediana per habitatge era de 42.947$ i la renda mediana per família de 49.607$. Els homes tenien una renda mediana de 31.728$ mentre que les dones 26.404$. La renda per capita de la població era de 20.061$. Aproximadament el 7,4% de les famílies i el 10% de la població estaven per davall del llindar de pobresa.

## Poblacions properes
El següent diagrama mostra les poblacions més properes.